# Esquí alpí als Jocs Olímpics d'hivern de 1968
Als Jocs Olímpics d'Hivern de 1968 celebrats a la ciutat de Grenoble (França) es disputaren sis proves d'esquí alpí, tres en categoria masculina i tres més en categoria femenina. Les proves es realitzaren entre els dies 9 i 17 de febrer de 1968 a les instal·lacions de Chamrousse.
Per primera vegada l'eslàlom gegant masculí es realitzà a dues mànegues. Els resultats d'aquestes proves foren considerats, així mateix, vàlids per al Campionat del Món d'esquí alpí, i per primera i única vegada a la història vàlids per a la Copa del Món d'esquí alpí.
Hi participaren un total de 190 esquiadors, entre ells 135 homes i 55 dones, de 33 comitès nacionals diferents.

## Resum de medalles

### Categoria masculina
| Prova                  | Or                | Argent        | Bronze               |
| Descens detalls        | Jean-Claude Killy | Guy Périllat  | Jean-Daniel Dätwyler |
| Eslàlom gegant detalls | Jean-Claude Killy | Willy Favre   | Heinrich Messner     |
| Eslàlom detalls        | Jean-Claude Killy | Herbert Huber | Alfred Matt          |

### Categoria femenina
| Prova                  | Or                 | Argent       | Bronze            |
| Descens detalls        | Olga Pall          | Isabelle Mir | Christl Haas      |
| Eslàlom gegant detalls | Nancy Greene       | Annie Famose | Fernande Bochatay |
| Eslàlom detalls        | Marielle Goitschel | Nancy Greene | Annie Famose      |

## Medaller
| Posició | País    | Or | Argent | Bronze | Total |
| 1       | França  | 4  | 3      | 1      | 8     |
| 2       | Àustria | 1  | 1      | 3      | 5     |
| 3       | Canadà  | 1  | 1      | 0      | 2     |
| 4       | Suïssa  | 0  | 1      | 2      | 3     |
|         |         |    |        |        |       |
| Total   | Total   | 6  | 6      | 6      | 18    |